# トイ・ビズ社対アメリカ合衆国事件
トイ・ビズ社対アメリカ合衆国事件（トイ・ビズしゃたいアメリカがっしゅうこくじけん、Toy Biz, Inc. v. United States）は 連邦国際貿易裁判所 (United States Court of International Trade)が2003年に下した判決である。この判決では、マーベル・コミックス(マーベル・エンターテインメント)の子会社トイ・ビズ社（その後マーベル・トイズに社名変更）の アクションフィギュア は「人ではない生物 (nonhuman creatures)」をかたどっているため関税の適用上おもちゃ (toys) であり、人形(dolls)ではないと規定した。

## 背景
アメリカ法は関税を規定するためアクションフィギュアを二種類に区分していた。すなわち、人間の形象を対象とする「人形」と、「人ではない生物」を対象とする「おもちゃ」である。人形にかけられる税はおもちゃのものよりも高かったため、マーベル・コミックスの子会社であるトイ・ビズ社は連邦国際貿易裁判所に対し、1990年代半ばに中国からアメリカへと輸入された（Xメンやファンタスティック・フォーを含む）トイ・ビズ社のアクションフィギュアに関し、「人ではない生物」をかたどっており、人形へ課せられる高い税率ではなくおもちゃにかけられる低い税率の対象であると主張した。2003年の1月3日、60以上のアクションフィギュアを調査したのち、裁判官のJudith Barzilayはトイ・ビズ社の主張を認めた。トイ・ビズ社は以前のおもちゃにかけられた輸入税の償還を受けた。

## 反応
Xメンに代表されるように、ミュータントのヒーローが自らの人間性を証明するために苦闘するということがマーベル・コミックスの一般的なテーマであるため、この判決は多くのファンに衝撃を与えた。 マーベルはこれらの声に対し以下のように主張することで答えた。「われらがヒーローは生きており、息をしている人間です――しかしとてつもない能力を持っている人でもあります。（中略）Xメンのフィギュアが実際「人ではない」特徴を持っているという判決は、さらに言うなら、われらがキャラクターは特別な、この世界のものではないパワーを持っているということを示しているのです。」